# Karl Maria Weber
Karl Maria Weber MSC (* 15. März 1908 in Straubing; † 1. November 1964 in Ikela, Provinz Tshuapa, Demokratische Republik Kongo) war ein deutscher römisch-katholischer Geistlicher, Ordensmann, Missionar und Märtyrer. 

## Leben
Karl Maria Weber besuchte das Gymnasium der Herz-Jesu-Missionare in Salzburg-Liefering und studierte an den Ordenshochschulen in Kleve und Oeventrop. Am 15. September 1931 legte er die ewige Profess ab. Am 10. August 1934 wurde er in Paderborn zum Priester geweiht. 1937 erwarb er das Lehramt für Volksschulen. Von 1938 bis 1955 wirkte er als Pfarrvikar in der Lohbachsiedlung in Innsbruck und war Diözesanmännerseelsorger.
Entsprechend einem lange gehegten Wunsch ging er 1955 in die Afrika-Mission. Ort seines Wirkens war die Pfarrei Bokungo 250 Kilometer östlich Boende auf halbem Wege nach Ikela (zwischen Wema und Mondombe, am Fluss Tshuapa) bei dem Volk der Mongo. Die große Pfarrei reichte nördlich bis zum Fluss Maringa. Im Zuge der Simba-Rebellion wurde er am 30. Oktober 1964 von einem Speer durchbohrt, nach Ikela transportiert und starb dort mangels medizinischer Versorgung am 1. November. Zu dem von Bischof Rudolf Graber am 26. Dezember 1964 in Straubing gefeierten Requiem kamen 3000 Gläubige.

## Gedenken
Die Römisch-katholische Kirche in Deutschland hat Pater Karl Maria Weber als Märtyrer in das deutsche Martyrologium des 20. Jahrhunderts aufgenommen.